# Jätturn (naturreservat)
Jätturns naturreservat är ett naturreservat i Smedjebackens kommun i Dalarnas län, cirka 15 kilometer norr om Ludvika. Reservatet bildades 1961 och utökades 1986. Jätturns naturreservat omfattar området runt sjöarna Jätturn och Vitturn och sträcker sig norrut mot Sävsjön. Det ingår i det europeiska nätverket Natura 2000. Här finns Jätturngrottan som anses vara en av Sveriges äldsta natursevärdheter, beskrivet redan 1757.

## Grottan "Jättunkyrkan"

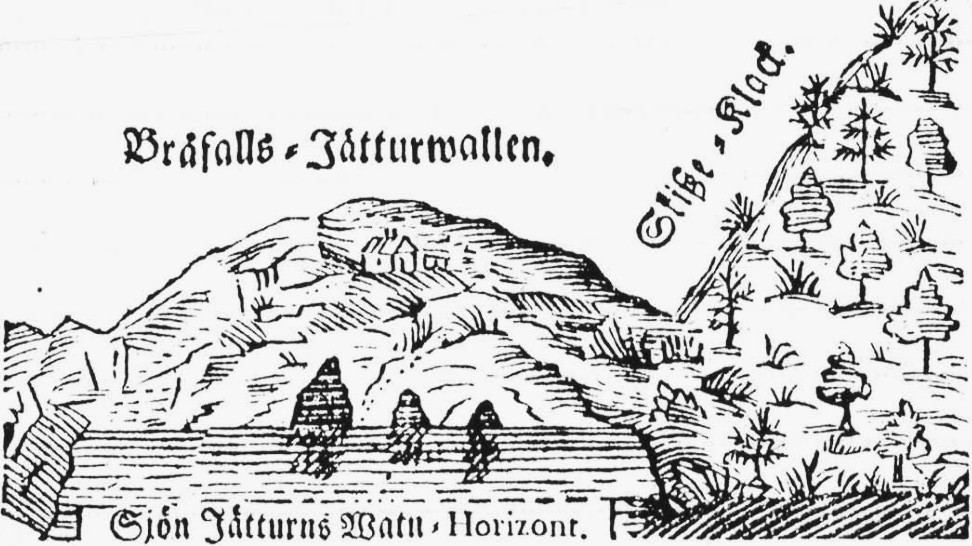
Skiss av Abraham Hülphers den yngreAbraham Hülphers från 1757.

På sjön Jätturns södra strand finns en grotta som har bildats genom vittring i kalkstenen. Öppningen har en triangulär form, är 2 meter bred och 1.5 meter hög samt tre meter djup. Öppningens form gav upphov till namnet Jättunkyrkan. På 1700-talet fanns här tre kalkstensgrottor, men endast en var så hög att den kunde besökas. Alla tre grottöppningar syns på en illustration av Abraham Hülphers från sin reseskildring Dagbok öfver en resa genom de under Stora Kopparbergs höfdingdöme lydande lähn och Dalarne 1757.
På grottans väggar finns ristningar av initialer försedda med datum, varav de äldsta härstammar från 1688, 1777 och 1783. Huvuddelen är dock från 1800- och 1900-talen. Grottan sträcker sig cirka tio meter in i berget, en eka får nätt och jämnt plats och höjden till grottans tak är som högst cirka tre meter från sjöns vattenyta. I grottans tak finns en öppning på cirka en meter i diameter.
Jätturngrottan som är en fornlämning (RAÄ-nummer Norrbärke 89:1) har a|ngetts som en av länets största och mest intressanta natursevärdheter. För att kunna nå grottan finns några roddbåtar till allmänhetens förfogande.
Enligt traditionen skall Engelbrekt, Sten Sture den äldre och drottning Kristina ha besökt grottan.

## Reservatet
Reservatet har en storlek av cirka 50 hektar och omfattar området runt sjöarna Jätturn och Vitturn och sträcker sig norrut mot Sävsjön. Sjön Jätturn omges av branta stränder utom längst i öster vid utloppet mot sjön Vitturn. På Jätturns södra sida reser sig en bergvägg som delvis består av urkalksten, i denna finns en grotta som har bildats genom vittring i kalkstenen. På grund av kalken har det hittats ett tiotal sällsynta mossor och lavar.
Från en parkering vid riksväg 50 mot Borlänge gick tidigare en cirka 2,5 kilometer lång vandringsled fram till reservatet. Den parkeringen är numera stängd. Istället finns en ny parkering vid sydöstra viken av sjön Tunsan i närheten av Bråfall. Härifrån går en nyanlagd stig fram till Jätturn. Vid sjön finns en kolarkoja, grillplats samt bord och bänkar samt en eka att låna. Runt Jätturn leder en cirka 2,5 kilometer lång stig som kallas Jätturnrundan.

## Jätturnrundan
Runt sjön Jätturn leder en cirka 2,5 kilometer lång, delvis spångad stig. Vid norra sidan sträcker sig stigen längs sjöns strand. På södra sidan går man högt uppe på kalkstensberget. Här finns Jätturvallen, en slåtteräng som har legat obebodd sedan 1800-talets slut, ändå syns tydliga spår av tre till fyra hus- och källargrunder samt förvildade odlingsväxter och fossila åkrar.

## Bråfallsstenen
I norra delen av reservatet återfinns den så kallade Bråfallsstenen som har ett intressant mönster på sin södra sida. Mönstret liknar att vågband i stenens struktur. Stenen är en så kallad migmatit, en metamorf bergart som en gång i tiden smält samman under vulkanisk verksamhet.

## Bilder
Omgivningen

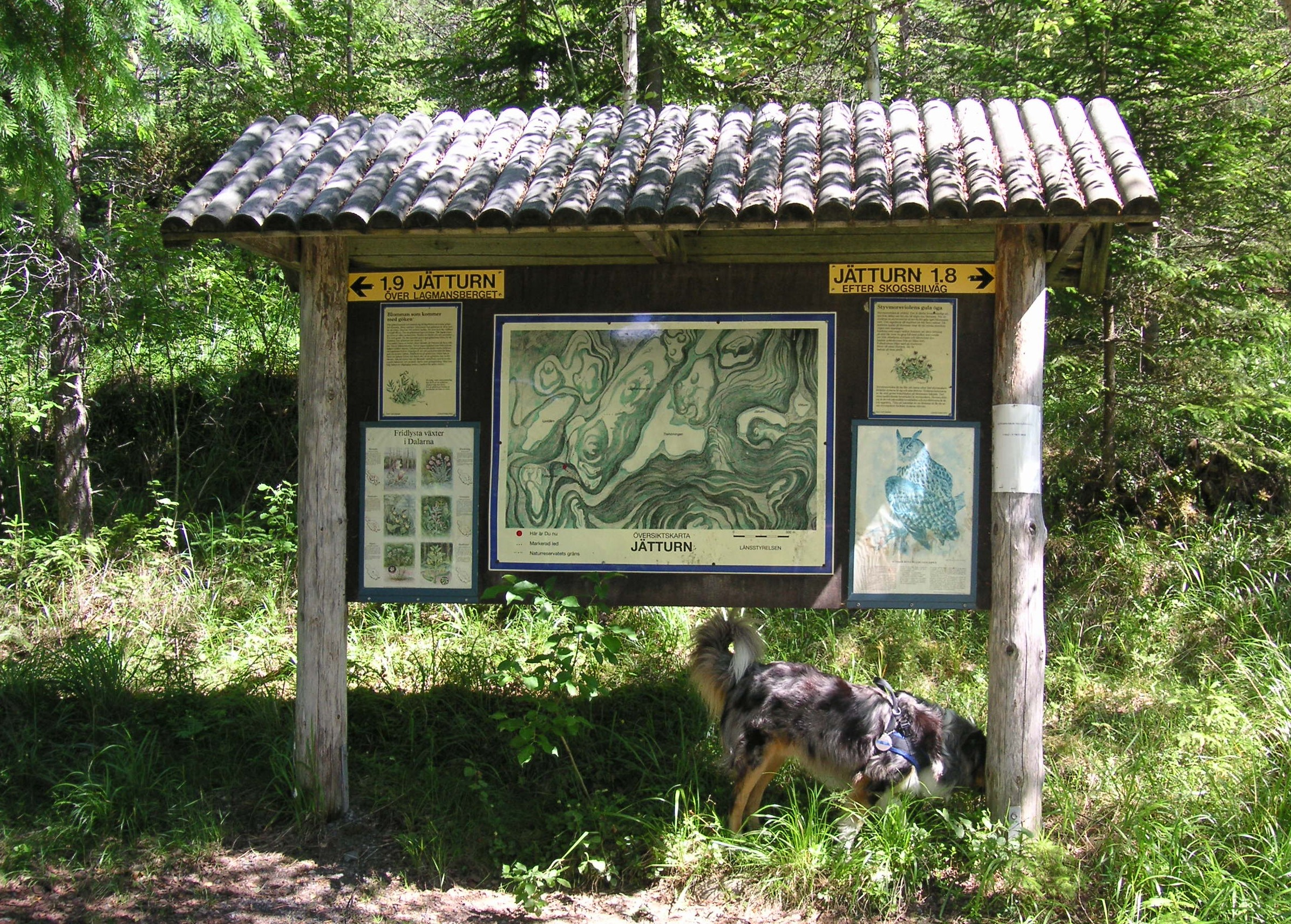
Jätturns naturreservat
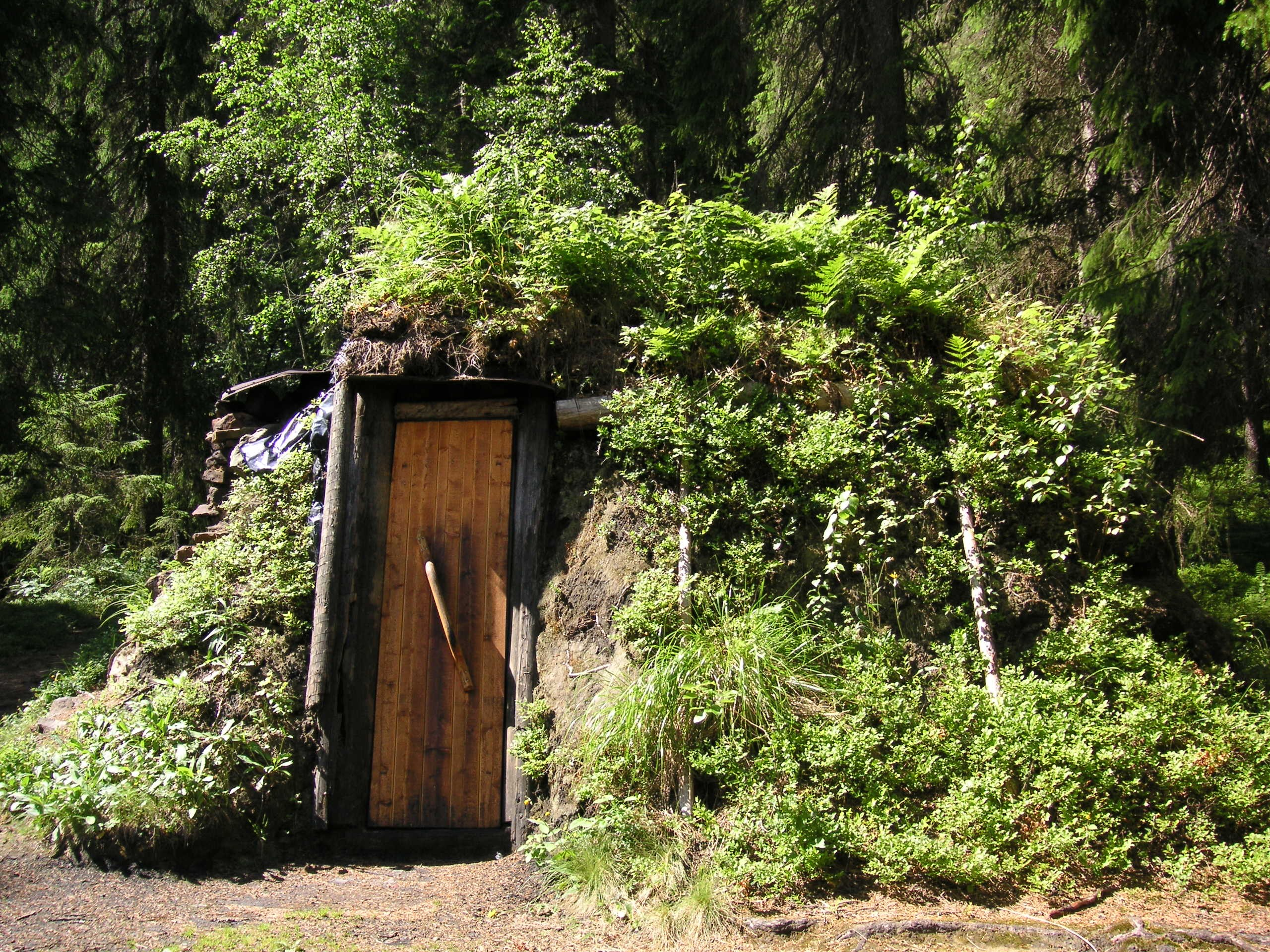
Kolarkoja vid sjön
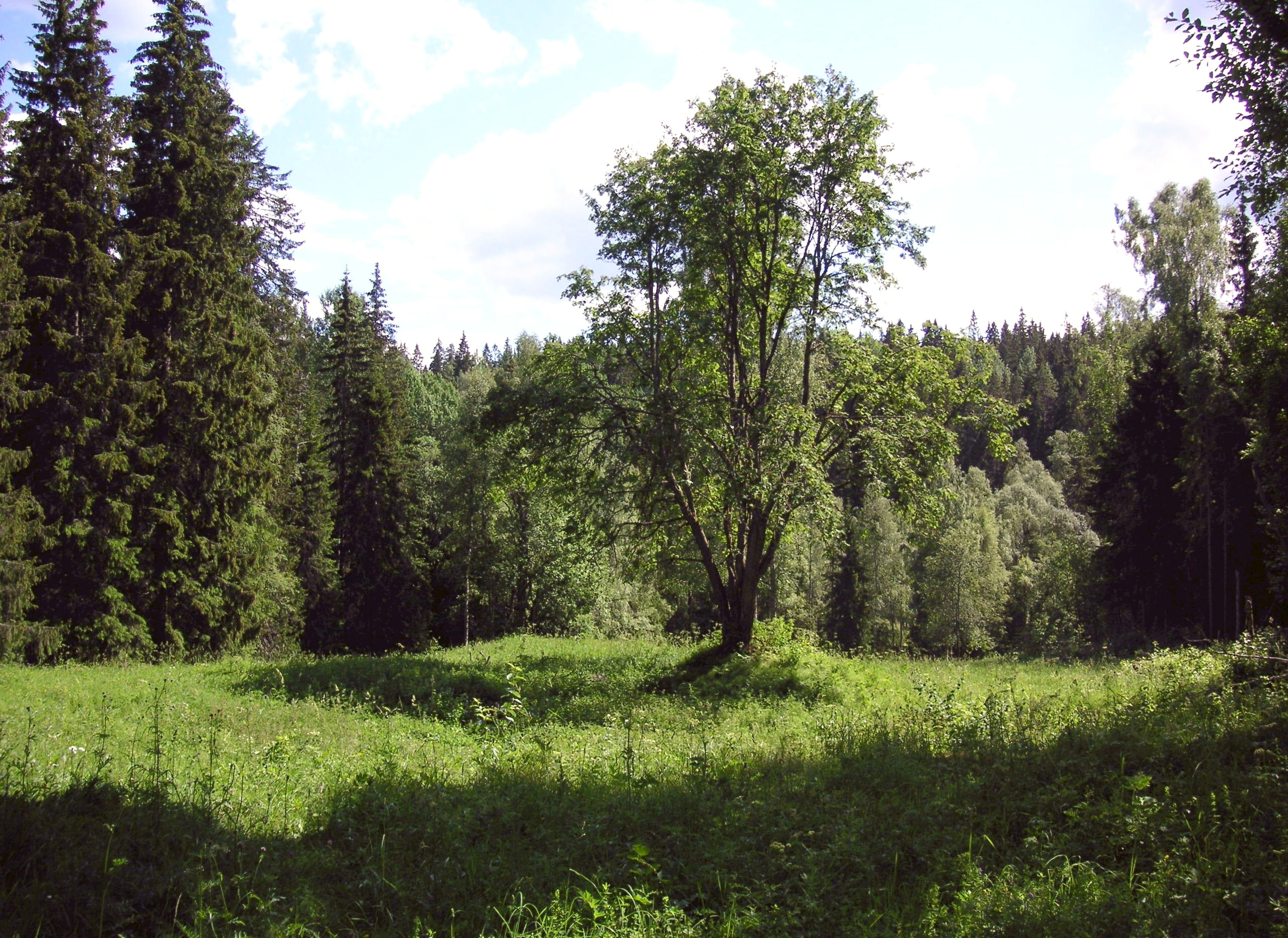
Jätturvallen
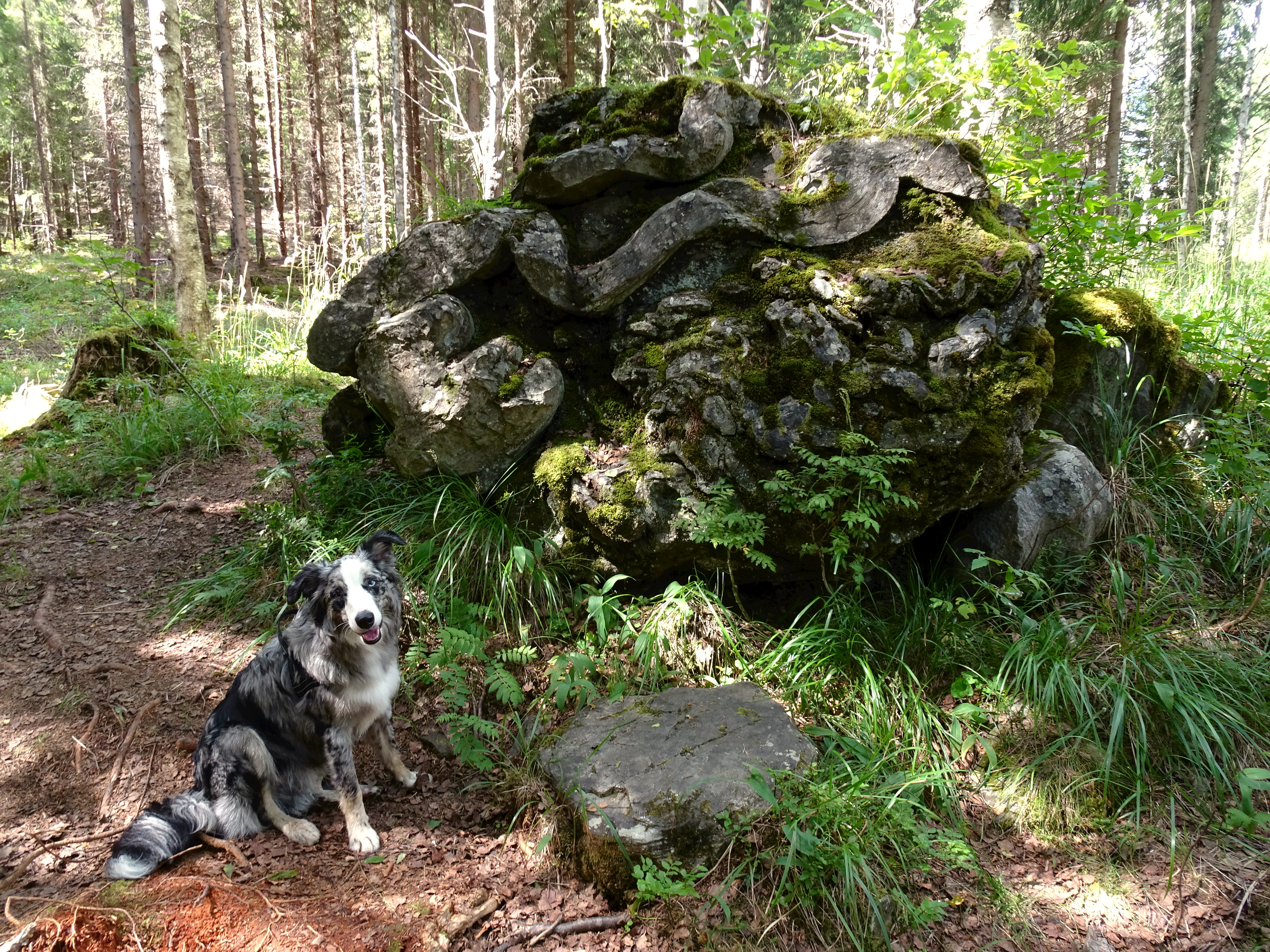
Bråfallsstenen
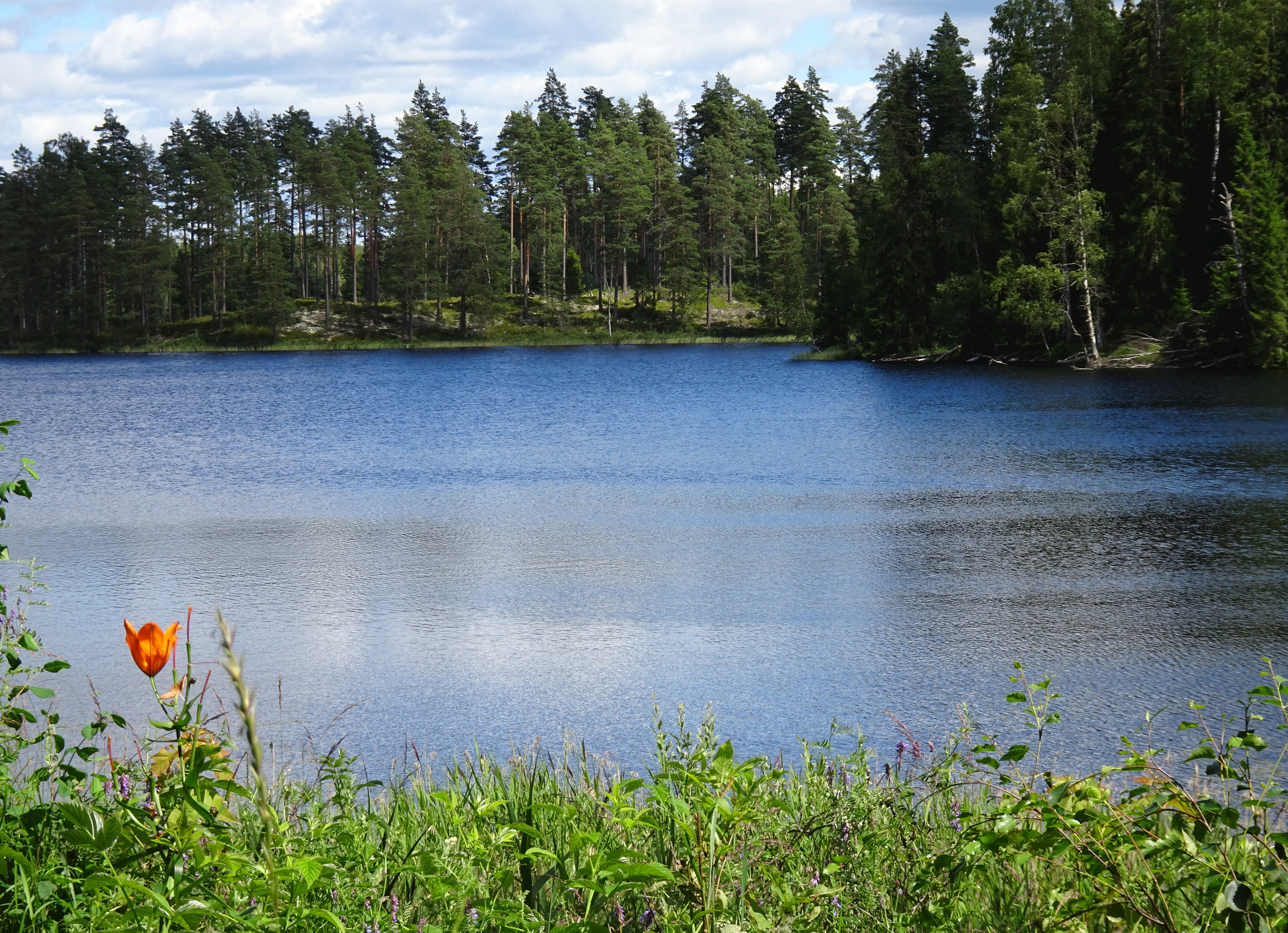
Sävsjöns södra del

I grottan

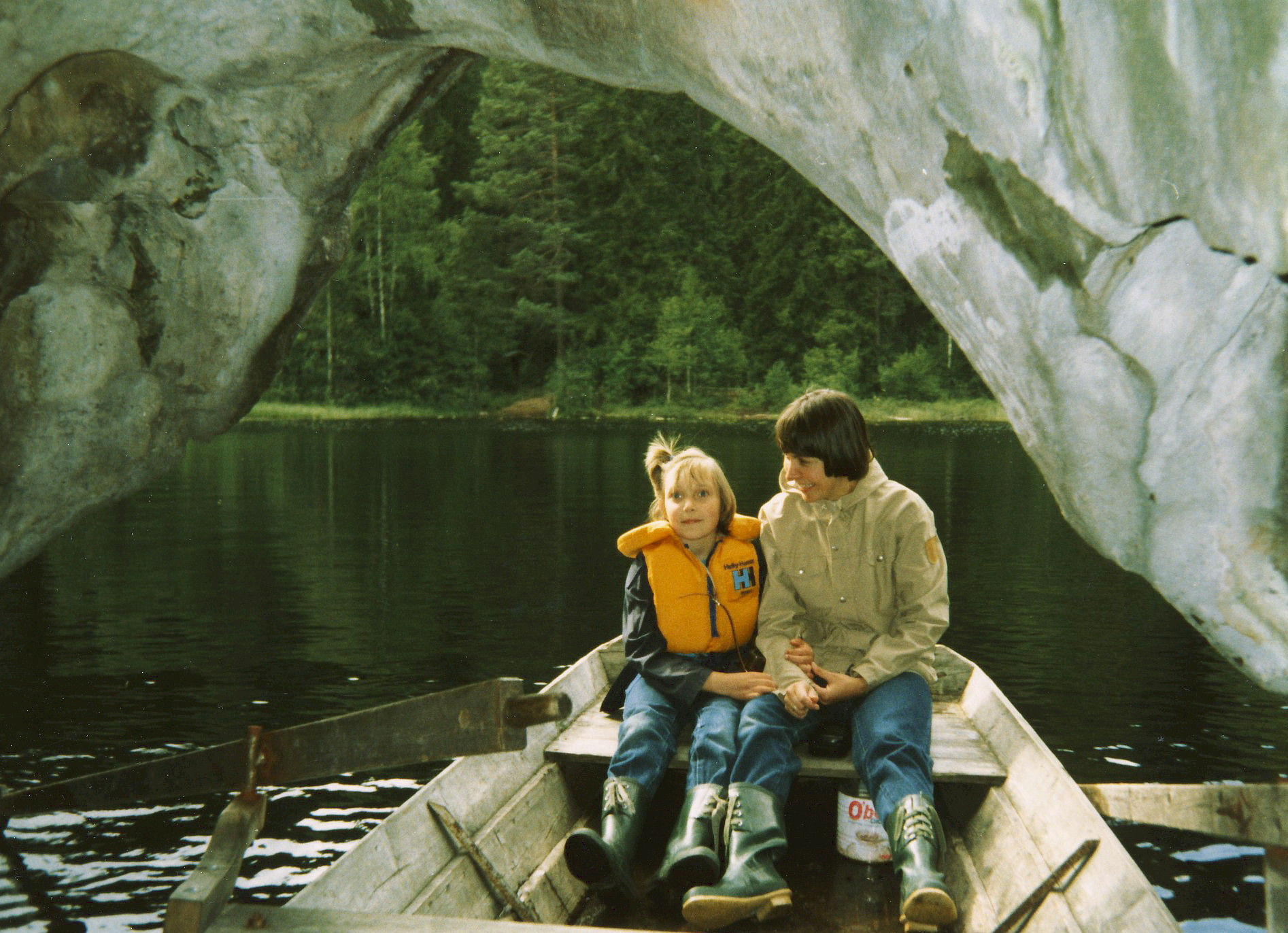
Med ekan i grottan
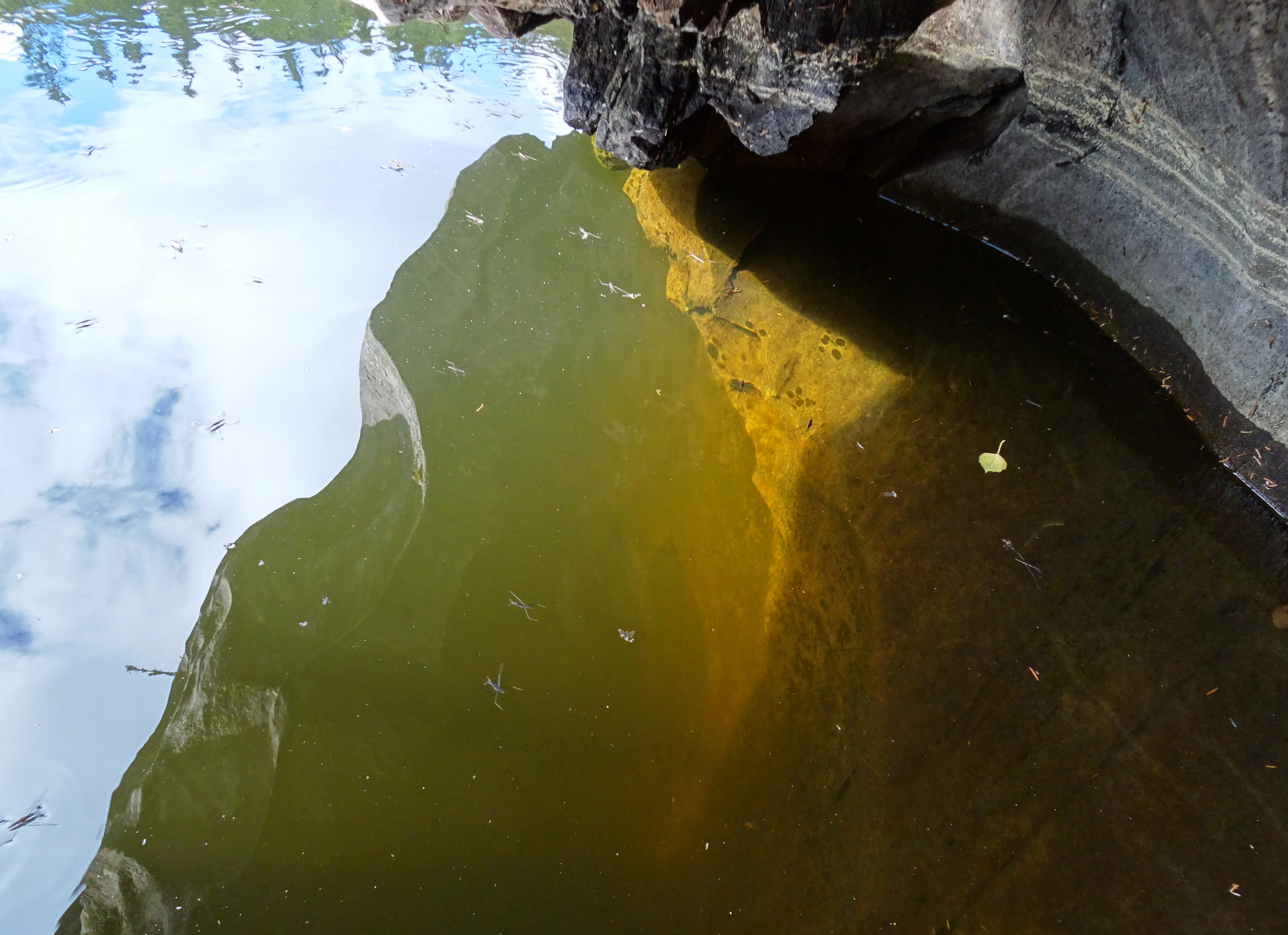
Berget under vattnet
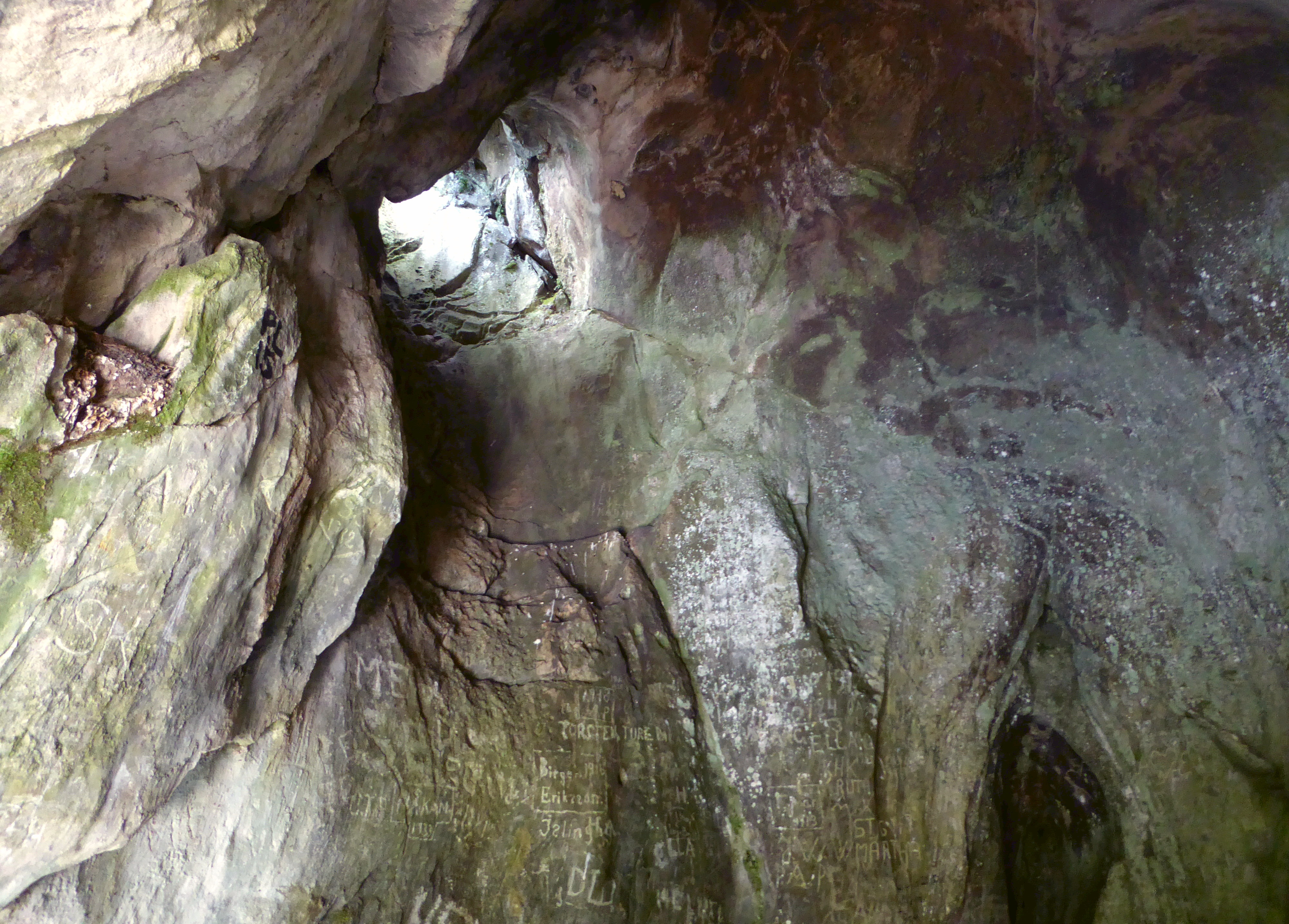
Hålet i taket
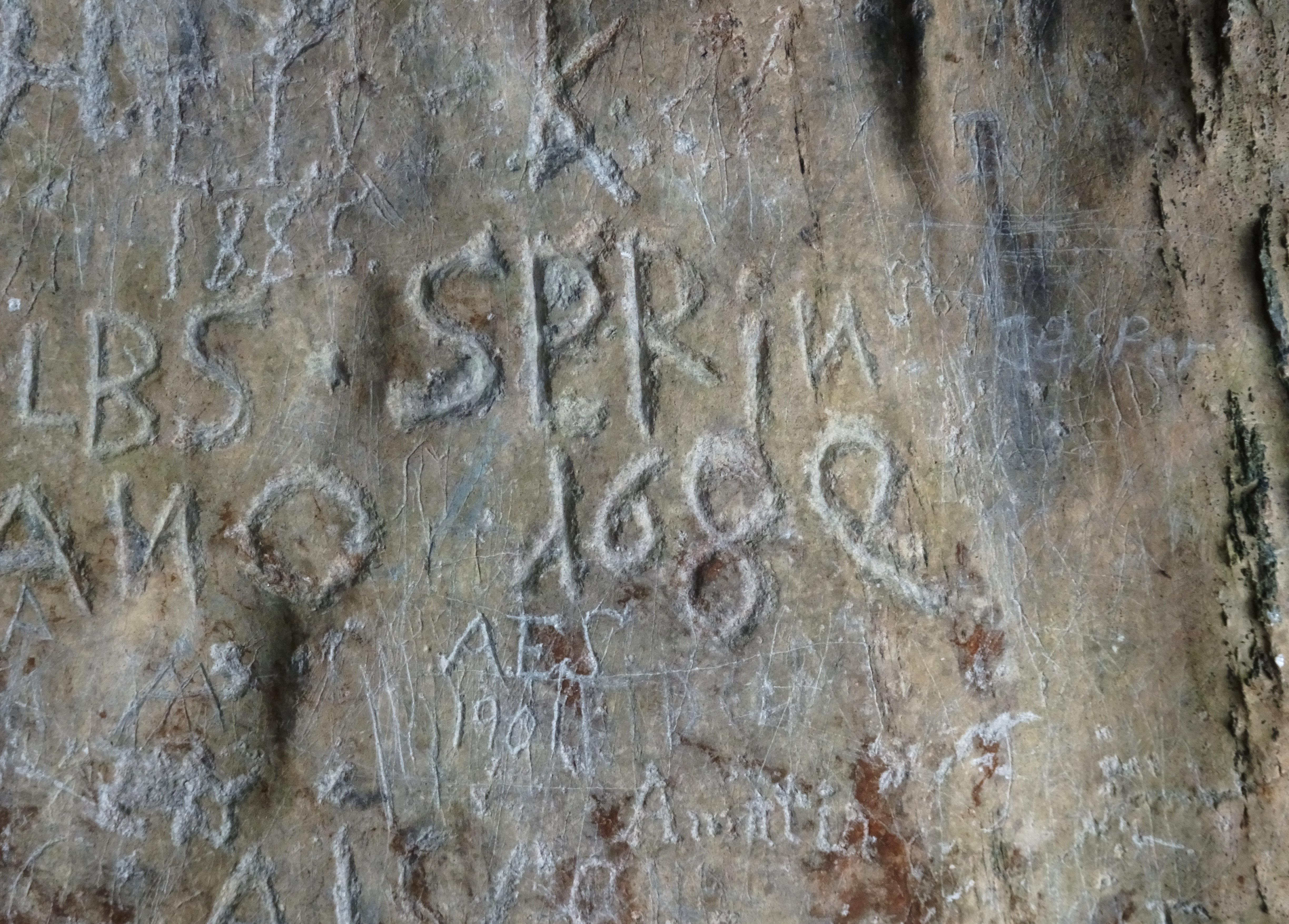
"1688"
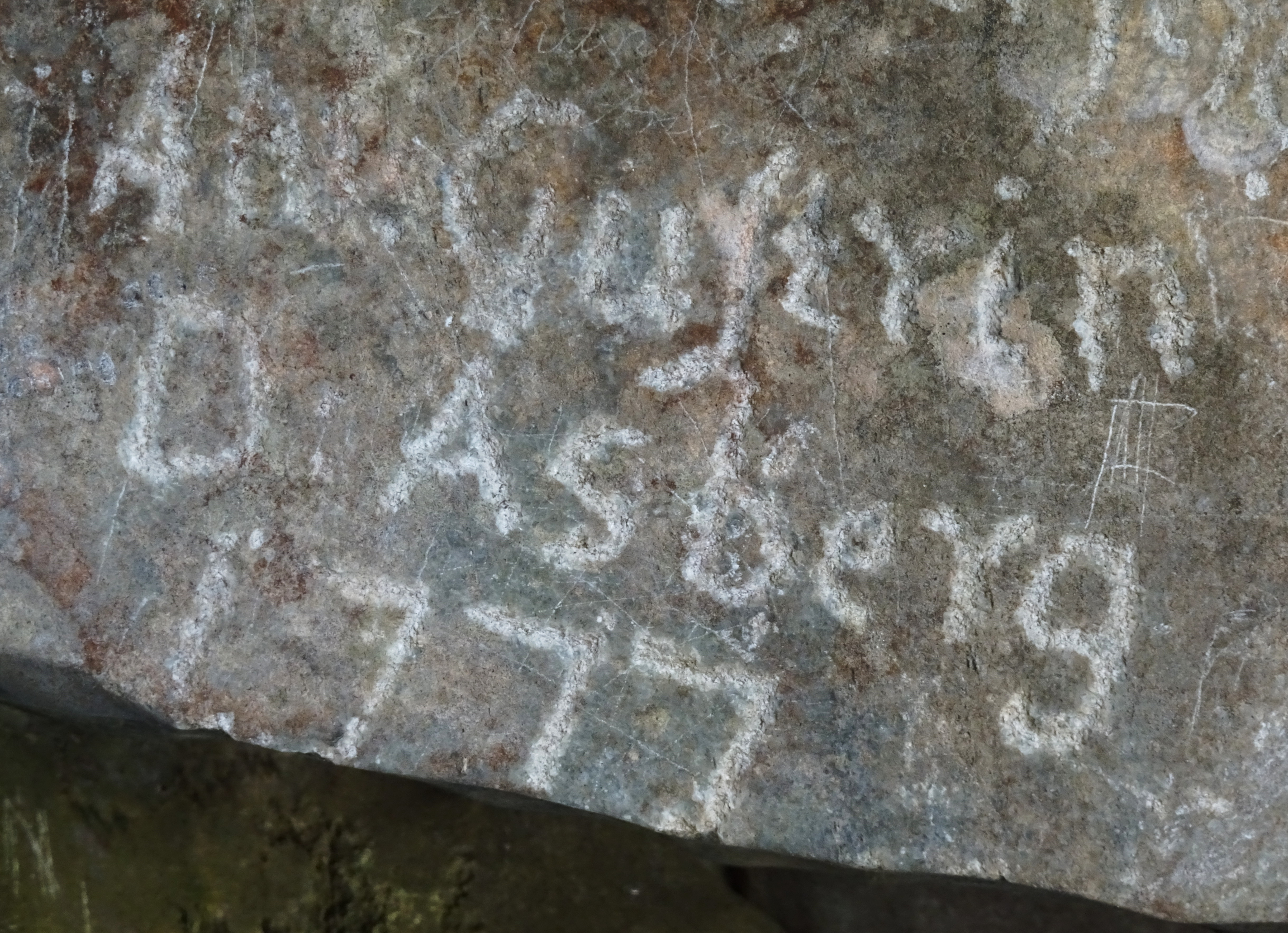
"1777"